# Iltasadum
Iltasadum di Kish (fl. XXIX secolo a.C.) è stato un sovrano sumero, ventunesimo Re della prima dinastia di Kish (dopo ca. 2900 a.C.), secondo la Lista dei re sumeri.

## Cronologia
| predecessore: Ilku | I Dinastia di Kish ? - ?Kishr | successore: Enmebaragesi |